# مائوریسیو راموس (بازیکن فوتبال، زاده ۱۹۶۹)
مائوریسیو راموس (انگلیسی: Mauricio Ramos؛ زادهٔ ۹ مارس ۱۹۶۹) یک بازیکن فوتبال اهل بولیوی است.
از باشگاه‌هایی که در آن بازی کرده‌است می‌توان به نیوانگلند رولوشن و باشگاه ورزشی کروزیرو اشاره کرد.
وی همچنین در تیم ملی فوتبال بولیوی بازی کرده است.